# Pont Saint-Jean
Die Pont Saint-Jean ist eine Straßenbrücke über die Garonne im Stadtgebiet von Bordeaux.

## Geschichte
Die in der Zeit Napoléons geplante und 1822 eröffnete Pont de pierre stellte mehr als 100 Jahre lang die einzige Straßenverbindung der beiden Flussufer in diesem Bereich dar. Die Eisenbahnbrücke Passerelle Eiffel aus den 1850er Jahren wurde bald nach ihrer Erbauung um einen Fußgängersteg ergänzt.
Der durch die Massenmotorisierung stark gestiegene Autoverkehr erforderte schließlich einen zusätzlichen Brückenbau. Im April 1963 wurde mit der Errichtung der Pont Saint-Jean begonnen, am 4. April 1965 wurde die Brücke eröffnet. Architekt war Jean-Louis Fayeton. Es handelt sich um eine ästhetisch eher anspruchslose Spannbetonbrücke.